# Mk VII Cavalier
Il Cruiser Mk VII Cavalier (A24) fu uno dei numerosi carri armati incrociatori (cruiser), soprannominato Cavalier. Venne prodotto dalla Nuffield, uno dei principali costruttori di veicoli della Gran Bretagna.

## Storia e sviluppo
La carenza di nuovi carri e la débacle, subita ad opera dei tedeschi nel 1940, spinsero gli inglesi a cercare di costruire celermente e in gran numero nuovi carri armati in grado di difendere il suolo nazionale e contrastare i panzer tedeschi.

L'incapacità di produrre in tempi brevi nuove parti meccaniche specifiche e la più generale carenza di produzione industriale nel periodo 1940-42 impedirono un rinnovo sostanziale nella produzione di carri. Molti mezzi furono equipaggiati con motori obsoleti e poco potenti, come il vecchio motore Liberty utilizzato dagli USA durante il Primo conflitto mondiale.

Sempre a causa di questa carenza industriale, la Nuffield stava progettando dal 1941 il Cromwell e modificò i primi 500 mezzi con vecchi sistemi propulsori, utilizzati nella prima guerra mondiale.
Il Cruiser Mk III, era un carro medio con 5 uomini di equipaggio, con scafo imbullonato e spessori massimi di 76 mm, cannone ad alta velocità da 57 mm e sagoma bassa. Le sospensioni erano del tipo Christie, con 5 ruote principali senza rulli di rinvio.

Nel 1942 i problemi di affidabilità e le modeste prestazioni divennero un chiaro motivo di insoddisfazione, e quindi il carro, che strutturalmente era un Cromwell eccetto il gruppo motore/trasmissione, venne relegato, come altri carri incrociatori, all'addestramento.

Alcuni vennero successivamente usati come veicoli di osservazione artiglieria e come mezzi recupero. Pur trattandosi di un veicolo molto più potente dei carri giapponesi e italiani dell'epoca, esso era inadatto contro avversari come i panzer tedeschi oltre che scarsamente affidabile di suo.
Il Cavalier è stato, se non altro, l'ultimo dei carri inglesi "di emergenza". I mezzi americani, l'M3 Grant e soprattutto l'M4 Sherman, cominciarono dal 1942 a fluire verso l'esercito inglese e allora i problemi relativi ai mezzi corazzati vennero rapidamente risolti, anche se non senza limiti. Da notare ancora che il Cavalier, sulla carta almeno, era pari allo Sherman e superiore al Grant, ma queste considerazioni non bastavano a renderlo un mezzo operativo all'altezza della situazione.

## Varianti
- Cavalier OP

Prodotto nel 1943,utilizzato poi come veicolo per osservazione di artiglieria.
- Cavalier ARV

La torretta è stata spostata con le relative attrezzature per rendere il carro un veicolo blindato di recupero.